# Neuvième district congressionnel de l'État de Washington
Le 9e district congressionnel de Washington englobe une zone longue et quelque peu étroite dans l'ouest de l'État de Washington, à travers la région centrale densément peuplée de Puget Sound, d'Auburn et Federal Way au sud, jusqu'à certaines parties de Seattle et Bellevue au nord. Depuis 1997, le 9e district est représenté par le Démocrate Adam Smith.
Créé après le recensement américain de 1990, le 9e district était à l'origine considéré comme un district de « combat loyal ». Le premier Représentant du 9e district, Mike Kreidler (D), a été battu après un mandat par le Républicain Randy Tate ; Tate, à son tour, fut vaincu après un mandat par Smith. Depuis sa première élection en 1996, le vote modéré de Smith et une forte tendance démocrate dans la région de Puget Sound ont transformé cette circonscription autrefois controversée en un siège démocrate assez sûr.
Al Gore et John Kerry ont chacun remporté la 9e circonscription, avec respectivement 53 % en 2000 et 2004. Barack Obama a remporté la circonscription en 2008, avec 59 % des voix.
En 2011, l'État a entamé un processus de redécoupage en réponse aux changements démographiques déterminés par le recensement de 2010. Dans le rapport final de la commission bipartite de redécoupage publié en janvier 2012, le 9e district s'est déplacé vers le nord. Le nouveau district couvrait Bellevue, le sud-est de Seattle et Mercer Island, mais ne s'étendait qu'au sud jusqu'à la pointe sud de Commencement Bay à Tacoma. Depuis le redécoupage de 2022, il s'agit d'un district majoritairement minoritaire et du deuxième district le plus démocrate de l'État ; seul le 7e district voisin, couvrant le reste de Seattle, est plus démocrate.

## Historique de vote
| Année | Poste     | Résultats               |
| ----- | --------- | ----------------------- |
| 2020  | Président | Biden 73,0 % - 24,0 %   |
| 2016  | Président | Clinton 71,0 % - 23,0 % |
| 2012  | Président | Obama 68,0 % - 30,0 %   |
| 2008  | Président | Obama 59,0 % - 39,0 %   |
| 2004  | Président | Kerry 53,0 % - 46,0 %   |
| 2000  | Président | Gore 54,0 % - 42,0 %    |
| 1996  | Président | Clinton 51,0 % - 36,0 % |
| 1992  | Président | Clinton 42,0 % - 31,0 % |

## Liste des Représentants du district
| Membre                             | Parti       | Années                          | Congrès     | Histoire électorale | Zone géographique                             |
| ---------------------------------- | ----------- | ------------------------------- | ----------- | --- | --------------------------------------------- |
| District établit le 3 janvier 1993 |             |                                 |             | |                                               |
| Mike Kreidler (en)                 | Démocrate   | 3 janvier 1993 - 3 janvier 1995 | 103e        | Élu en 1992. Perd sa réélection. | 1993–2003 Parties de King, Pierce et Thurston |
| Randy Tate (en)                    | Républicain | 3 janvier 1995 - 3 janvier 1997 | 104e        | Élu en 1994. Perd sa réélection. | 1993–2003 Parties de King, Pierce et Thurston |
| Adam Smith                         | Démocrate   | 3 janvier 1997 - Présent        | 105e - 118e | Élu en 1996. Réélu en 1998. Réélu en 2000. Réélu en 2002. Réélu en 2004. Réélu en 2006. Réélu en 2008. Réélu en 2010. Réélu en 2012. Réélu en 2014. Réélu en 2016. Réélu en 2018. Réélu en 2020. Réélu en 2022. | 1993–2003 Parties de King, Pierce et Thurston |
| Adam Smith                         | Démocrate   | 3 janvier 1997 - Présent        | 105e - 118e | Élu en 1996. Réélu en 1998. Réélu en 2000. Réélu en 2002. Réélu en 2004. Réélu en 2006. Réélu en 2008. Réélu en 2010. Réélu en 2012. Réélu en 2014. Réélu en 2016. Réélu en 2018. Réélu en 2020. Réélu en 2022. | 2003–2013 Parties de King, Pierce et Thurston |
| Adam Smith                         | Démocrate   | 3 janvier 1997 - Présent        | 105e - 118e | Élu en 1996. Réélu en 1998. Réélu en 2000. Réélu en 2002. Réélu en 2004. Réélu en 2006. Réélu en 2008. Réélu en 2010. Réélu en 2012. Réélu en 2014. Réélu en 2016. Réélu en 2018. Réélu en 2020. Réélu en 2022. | 2013–2023 Parties de King, Pierce             |
| Adam Smith                         | Démocrate   | 3 janvier 1997 - Présent        | 105e - 118e | Élu en 1996. Réélu en 1998. Réélu en 2000. Réélu en 2002. Réélu en 2004. Réélu en 2006. Réélu en 2008. Réélu en 2010. Réélu en 2012. Réélu en 2014. Réélu en 2016. Réélu en 2018. Réélu en 2020. Réélu en 2022. | 2023–Présent Parties de King                  |

## Résultats des récentes élections
Voici les résultats des dix précédents cycles électoraux dans le district.

## Frontières historiques du district

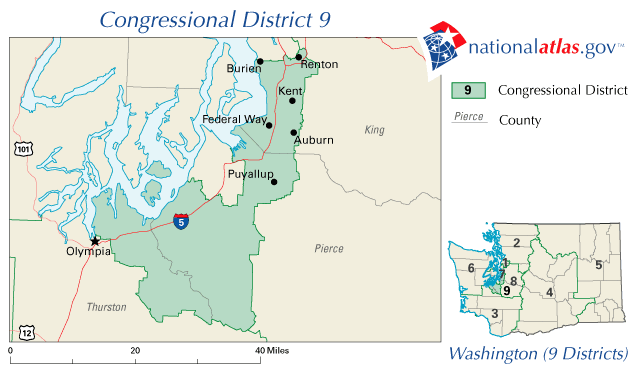
Le district de 2003 à 2013

### 2004
| Élection de 2004 du 9e district congressionnel de Washington | Élection de 2004 du 9e district congressionnel de Washington | Élection de 2004 du 9e district congressionnel de Washington | Élection de 2004 du 9e district congressionnel de Washington | Élection de 2004 du 9e district congressionnel de Washington |
| ------------------------------------------------------------ | ------------------------------------------------------------ | ------------------------------------------------------------ | ------------------------------------------------------------ | ------------------------------------------------------------ |
| Parti                                                        | Parti                                                        | Candidat                                                     | Votes                                                        | %                                                            |
|                                                              | Démocrate                                                    | Adam Smith (sortant)                                         | 162 433                                                      | 63,3                                                         |
|                                                              | Républicain                                                  | Paul J. Lord                                                 | 88 304                                                       | 34,4                                                         |
|                                                              | Vert                                                         | Robert F. Losey                                              | 5 934                                                        | 2,3                                                          |
| Total des votes                                              | Total des votes                                              | Total des votes                                              | 256 671                                                      | 100 %                                                        |
|                                                              | Les Démocrates conservent                                    |                                                              |                                                              |                                                              |

### 2006
| Élection de 2006 du 9e district congressionnel de Washington | Élection de 2006 du 9e district congressionnel de Washington | Élection de 2006 du 9e district congressionnel de Washington | Élection de 2006 du 9e district congressionnel de Washington | Élection de 2006 du 9e district congressionnel de Washington |
| ------------------------------------------------------------ | ------------------------------------------------------------ | ------------------------------------------------------------ | ------------------------------------------------------------ | ------------------------------------------------------------ |
| Parti                                                        | Parti                                                        | Candidat                                                     | Votes                                                        | %                                                            |
|                                                              | Démocrate                                                    | Adam Smith (sortant)                                         | 119 038                                                      | 65,7                                                         |
|                                                              | Républicain                                                  | Steven C. Cofchin                                            | 62 082                                                       | 34,3                                                         |
| Total des votes                                              | Total des votes                                              | Total des votes                                              | 181 120                                                      | 100 %                                                        |
|                                                              | Les Démocrates conservent                                    |                                                              |                                                              |                                                              |

### 2008
| Élection de 2008 du 9e district congressionnel de Washington | Élection de 2008 du 9e district congressionnel de Washington | Élection de 2008 du 9e district congressionnel de Washington | Élection de 2008 du 9e district congressionnel de Washington | Élection de 2008 du 9e district congressionnel de Washington |
| ------------------------------------------------------------ | ------------------------------------------------------------ | ------------------------------------------------------------ | ------------------------------------------------------------ | ------------------------------------------------------------ |
| Parti                                                        | Parti                                                        | Candidat                                                     | Votes                                                        | %                                                            |
|                                                              | Démocrate                                                    | Adam Smith (sortant)                                         | 176 295                                                      | 65,4                                                         |
|                                                              | Républicain                                                  | James Postma                                                 | 93 080                                                       | 34,6                                                         |
| Total des votes                                              | Total des votes                                              | Total des votes                                              | 269 375                                                      | 100 %                                                        |
|                                                              | Les Démocrates conservent                                    |                                                              |                                                              |                                                              |

### 2010
| Élection de 2010 du 9e district congressionnel de Washington | Élection de 2010 du 9e district congressionnel de Washington | Élection de 2010 du 9e district congressionnel de Washington | Élection de 2010 du 9e district congressionnel de Washington | Élection de 2010 du 9e district congressionnel de Washington |
| ------------------------------------------------------------ | ------------------------------------------------------------ | ------------------------------------------------------------ | ------------------------------------------------------------ | ------------------------------------------------------------ |
| Parti                                                        | Parti                                                        | Candidat                                                     | Votes                                                        | %                                                            |
|                                                              | Démocrate                                                    | Adam Smith (sortant)                                         | 123 743                                                      | 54,9                                                         |
|                                                              | Républicain                                                  | Richard (Dick) Muri                                          | 101 851                                                      | 45,1                                                         |
| Total des votes                                              | Total des votes                                              | Total des votes                                              | 225 594                                                      | 100 %                                                        |
|                                                              | Les Démocrates conservent                                    |                                                              |                                                              |                                                              |

### 2012
| Élection de 2012 du 9e district congressionnel de Washington | Élection de 2012 du 9e district congressionnel de Washington | Élection de 2012 du 9e district congressionnel de Washington | Élection de 2012 du 9e district congressionnel de Washington | Élection de 2012 du 9e district congressionnel de Washington |
| ------------------------------------------------------------ | ------------------------------------------------------------ | ------------------------------------------------------------ | ------------------------------------------------------------ | ------------------------------------------------------------ |
| Parti                                                        | Parti                                                        | Candidat                                                     | Votes                                                        | %                                                            |
|                                                              | Démocrate                                                    | Adam Smith (sortant)                                         | 192 034                                                      | 71,6                                                         |
|                                                              | Républicain                                                  | Jim Postma                                                   | 76 105                                                       | 28,4                                                         |
| Total des votes                                              | Total des votes                                              | Total des votes                                              | 268 139                                                      | 100 %                                                        |
|                                                              | Les Démocrates conservent                                    |                                                              |                                                              |                                                              |

### 2014
| Élection de 2002 du 9e district congressionnel de Washington | Élection de 2002 du 9e district congressionnel de Washington | Élection de 2002 du 9e district congressionnel de Washington | Élection de 2002 du 9e district congressionnel de Washington | Élection de 2002 du 9e district congressionnel de Washington |
| ------------------------------------------------------------ | ------------------------------------------------------------ | ------------------------------------------------------------ | ------------------------------------------------------------ | ------------------------------------------------------------ |
| Parti                                                        | Parti                                                        | Candidat                                                     | Votes                                                        | %                                                            |
|                                                              | Démocrate                                                    | Adam Smith (sortant)                                         | 118 132                                                      | 70,8                                                         |
|                                                              | Républicain                                                  | Doug Basler                                                  | 48 662                                                       | 29,2                                                         |
| Total des votes                                              | Total des votes                                              | Total des votes                                              | 166 794                                                      | 100 %                                                        |
|                                                              | Les Démocrates conservent                                    |                                                              |                                                              |                                                              |

### 2016
| Élection de 2016 du 9e district congressionnel de Washington | Élection de 2016 du 9e district congressionnel de Washington | Élection de 2016 du 9e district congressionnel de Washington | Élection de 2016 du 9e district congressionnel de Washington | Élection de 2016 du 9e district congressionnel de Washington |
| ------------------------------------------------------------ | ------------------------------------------------------------ | ------------------------------------------------------------ | ------------------------------------------------------------ | ------------------------------------------------------------ |
| Parti                                                        | Parti                                                        | Candidat                                                     | Votes                                                        | %                                                            |
|                                                              | Démocrate                                                    | Adam Smith (sortant)                                         | 205 165                                                      | 72,9                                                         |
|                                                              | Républicain                                                  | Doug Basler                                                  | 76 317                                                       | 27,1                                                         |
| Total des votes                                              | Total des votes                                              | Total des votes                                              | 281 482                                                      | 100 %                                                        |
|                                                              | Les Démocrates conservent                                    |                                                              |                                                              |                                                              |

### 2018
| Élection de 2018 du 9e district congressionnel de Washington | Élection de 2018 du 9e district congressionnel de Washington | Élection de 2018 du 9e district congressionnel de Washington | Élection de 2018 du 9e district congressionnel de Washington | Élection de 2018 du 9e district congressionnel de Washington |
| ------------------------------------------------------------ | ------------------------------------------------------------ | ------------------------------------------------------------ | ------------------------------------------------------------ | ------------------------------------------------------------ |
| Parti                                                        | Parti                                                        | Candidat                                                     | Votes                                                        | %                                                            |
|                                                              | Démocrate                                                    | Adam Smith (sortant)                                         | 163 345                                                      | 67,9                                                         |
|                                                              | Démocrate                                                    | Sarah Smith                                                  | 77 222                                                       | 32,1                                                         |
| Total des votes                                              | Total des votes                                              | Total des votes                                              | 240 567                                                      | 100 %                                                        |
|                                                              | Les Démocrates conservent                                    |                                                              |                                                              |                                                              |

### 2020
| Élection de 2020 du 9e district congressionnel de Washington | Élection de 2020 du 9e district congressionnel de Washington | Élection de 2020 du 9e district congressionnel de Washington | Élection de 2020 du 9e district congressionnel de Washington | Élection de 2020 du 9e district congressionnel de Washington |
| ------------------------------------------------------------ | ------------------------------------------------------------ | ------------------------------------------------------------ | ------------------------------------------------------------ | ------------------------------------------------------------ |
| Parti                                                        | Parti                                                        | Candidat                                                     | Votes                                                        | %                                                            |
|                                                              | Démocrate                                                    | Adam Smith (sortant)                                         | 258 771                                                      | 74,1                                                         |
|                                                              | Républicain                                                  | Doug Basler                                                  | 89 697                                                       | 25,7                                                         |
|                                                              | Write-In                                                     | Write-In                                                     | 582                                                          | 0,2                                                          |
| Total des votes                                              | Total des votes                                              | Total des votes                                              | 349 050                                                      | 100 %                                                        |
|                                                              | Les Démocrates conservent                                    |                                                              |                                                              |                                                              |

### 2022
| Primaire Démocrate de 2022 du 9e district congressionnel de Washington | Primaire Démocrate de 2022 du 9e district congressionnel de Washington | Primaire Démocrate de 2022 du 9e district congressionnel de Washington | Primaire Démocrate de 2022 du 9e district congressionnel de Washington | Primaire Démocrate de 2022 du 9e district congressionnel de Washington |
| ---------------------------------------------------------------------- | ---------------------------------------------------------------------- | ---------------------------------------------------------------------- | ---------------------------------------------------------------------- | ---------------------------------------------------------------------- |
| Parti                                                                  | Parti                                                                  | Candidat                                                               | Votes                                                                  | %                                                                      |
|                                                                        | Démocrate                                                              | Adam Smith (sortant)                                                   | 78 272                                                                 | 55,2                                                                   |
|                                                                        | Républicain                                                            | Doug Basler                                                            | 29 144                                                                 | 20,5                                                                   |
|                                                                        | Démocrate                                                              | Stephanie Gallardo                                                     | 22 531                                                                 | 15,9                                                                   |
|                                                                        | Républicain                                                            | Sea Chan                                                               | 5 338                                                                  | 3,8                                                                    |
|                                                                        | Républicain                                                            | Seth Pedersen                                                          | 4 781                                                                  | 3,4                                                                    |
|                                                                        | Indépendant                                                            | David Michael Anderson                                                 | 1 541                                                                  | 1,1                                                                    |

| Élection de 2022 du 9e district congressionnel de Washington | Élection de 2022 du 9e district congressionnel de Washington | Élection de 2022 du 9e district congressionnel de Washington | Élection de 2022 du 9e district congressionnel de Washington | Élection de 2022 du 9e district congressionnel de Washington |
| ------------------------------------------------------------ | ------------------------------------------------------------ | ------------------------------------------------------------ | ------------------------------------------------------------ | ------------------------------------------------------------ |
| Parti                                                        | Parti                                                        | Candidat                                                     | Votes                                                        | %                                                            |
|                                                              | Démocrate                                                    | Adam Smith (sortant)                                         | 171 746                                                      | 71,6                                                         |
|                                                              | Républicain                                                  | Doug Basler                                                  | 67 631                                                       | 28,2                                                         |
|                                                              | Write-In                                                     | Write-In                                                     | 471                                                          | 0,2                                                          |
| Total des votes                                              | Total des votes                                              | Total des votes                                              | 239 848                                                      | 100 %                                                        |
|                                                              | Les Démocrates conservent                                    |                                                              |                                                              |                                                              |

### 2024
| Primaire Démocrate de 2024 du 9e district congressionnel de Washington | Primaire Démocrate de 2024 du 9e district congressionnel de Washington | Primaire Démocrate de 2024 du 9e district congressionnel de Washington | Primaire Démocrate de 2024 du 9e district congressionnel de Washington | Primaire Démocrate de 2024 du 9e district congressionnel de Washington |
| ---------------------------------------------------------------------- | ---------------------------------------------------------------------- | ---------------------------------------------------------------------- | ---------------------------------------------------------------------- | ---------------------------------------------------------------------- |
| Parti                                                                  | Parti                                                                  | Candidat                                                               | Votes                                                                  | %                                                                      |
|                                                                        | Démocrate                                                              | Adam Smith (sortant)                                                   | 78 761                                                                 | 53,8                                                                   |
|                                                                        | Démocrate                                                              | Melissa Chaudhry                                                       | 30 229                                                                 | 20,7                                                                   |
|                                                                        | Républicain                                                            | Paul Martin                                                            | 26 646                                                                 | 18,2                                                                   |
|                                                                        | Républicain                                                            | C. Mark Greene                                                         | 9 459                                                                  | 6,5                                                                    |
|                                                                        | Indépendant                                                            | David Ishii                                                            | 963                                                                    | 0,7                                                                    |
|                                                                        | Write-In                                                               | Write-In                                                               | 248                                                                    | 0,2                                                                    |

| Élection de 2024 du 9e district congressionnel de Washington | Élection de 2024 du 9e district congressionnel de Washington | Élection de 2024 du 9e district congressionnel de Washington | Élection de 2024 du 9e district congressionnel de Washington | Élection de 2024 du 9e district congressionnel de Washington |
| ------------------------------------------------------------ | ------------------------------------------------------------ | ------------------------------------------------------------ | ------------------------------------------------------------ | ------------------------------------------------------------ |
| Parti                                                        | Parti                                                        | Candidat                                                     | Votes                                                        | %                                                            |
|                                                              | Démocrate                                                    | Adam Smith (sortant)                                         | TBD                                                          | TBD                                                          |
|                                                              | Démocrate                                                    | Melissa Chaudhry                                             | TBD                                                          | TBD                                                          |
| Total des votes                                              | Total des votes                                              | Total des votes                                              | TBD                                                          | 100 %                                                        |
|                                                              |                                                              |                                                              |                                                              |                                                              |